# Médiéviste

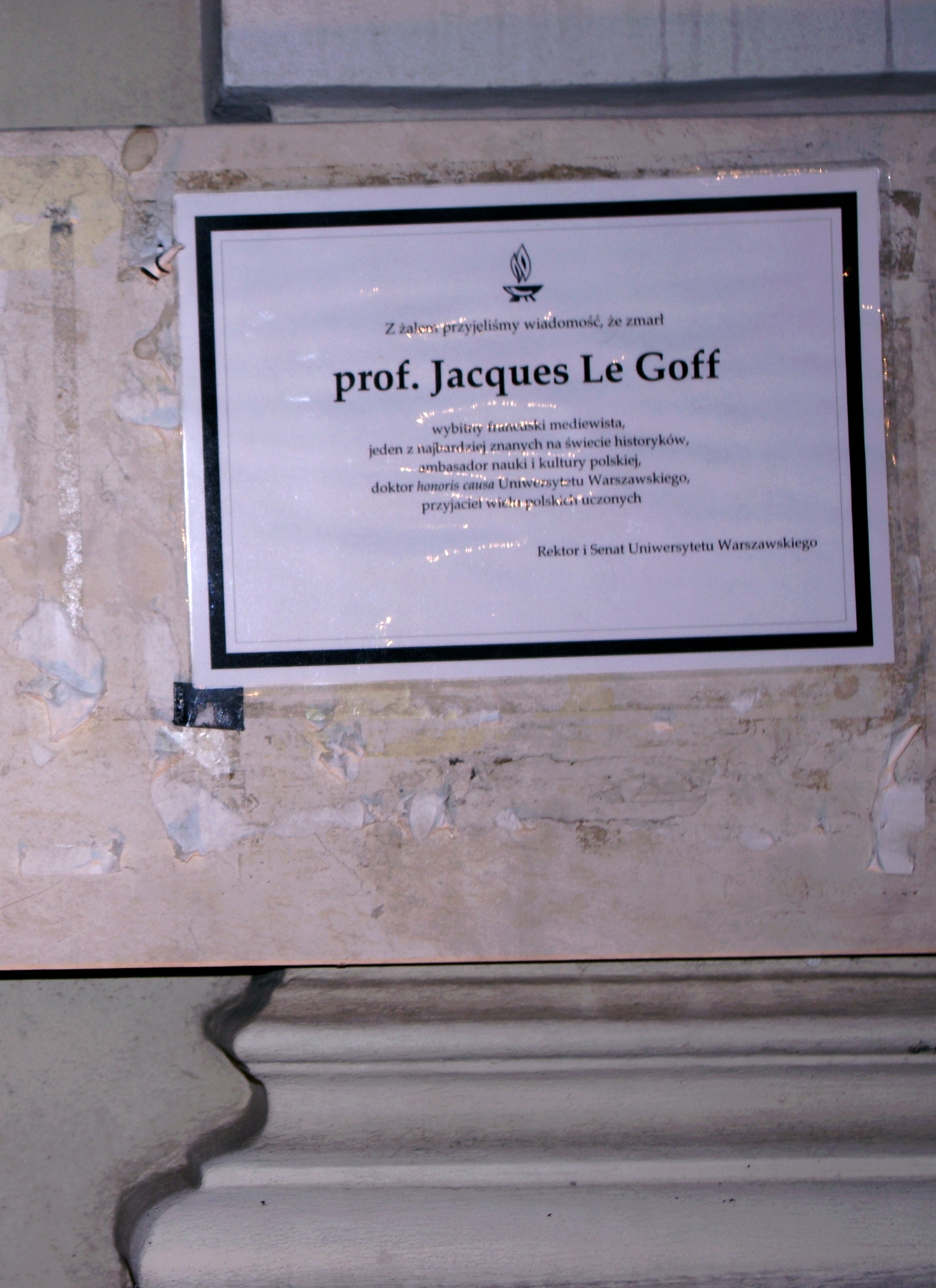
Photographie du faire-part de décès de Jacques Le Goff, historien médiéviste français.

Un médiéviste est un archéologue, un historien de l'art ou un historien spécialiste du Moyen Âge, dont l'étude porte le nom de médiévisme, ou études médiévales. Il s'occupe d'histoire politique, sociale, culturelle, religieuse, littéraire, artistique, etc. Il est souvent enseignant dans l'enseignement supérieur. Il peut également être chercheur dans des institutions publiques comme le CNRS, le Service de l'Inventaire, etc.

## Définition
Un médiéviste se définit comme étant un spécialiste du Moyen Âge ou de l'un de ses aspects divers : histoire, civilisation, langue, littérature, musique, etc..

## Associations de médiévistes

### Belgique
Le réseau des médiévistes belges de langue française est fondé en 1998. Il organise deux journées d'études chaque année. Également, il se veut comme un lieu de contacts et d'échanges entre disciplines (archéologie, histoire, droit, philosophie, théologie, littérature et philologie, histoire de l’art, musicologie, orientalisme et byzantinisme) et générations.

### France
La Société des historiens médiévistes de l’enseignement supérieur public est créée, en 1969, par Édouard Perroy et Charles Higounet, professeurs à la Sorbonne et à Bordeaux. La société a été successivement présidée par les professeurs Édouard Perroy, Bernard Guillemain, Michel Balard, Claude Gauvard et Régine Le Jan. En 2009, elle compte 475 adhérents, dont 65 personnes morales. Elle est membre de la Fédération internationale des instituts d'études médiévales.

### Pologne
En 2002, le premier congrès des médiévistes polonais se tient à Toruń. Le 11 février 2003, un Comité permanent des médiévistes polonais est constitué, dont l'objectif principal est d'intégrer les différentes disciplines des médiévistes dans une société scientifique unique. Les congrès suivants des médiévistes polonais ont lieu à Lublin, en 2005, à Łodz, en 2008, et Poznań, en 2011.

### Québec
Le Québec compte une association de médiévistes nommée la Société des études médiévales du Québec. Fondée en 1985, elle réunit les enseignants d'histoire médiévale et leurs élèves de toutes les universités québécoises, ainsi que d'autres passionnés. En plus d'organiser des colloques annuels, elle publie une revue: Memini. Travaux et documents.

## Revue
- Le Médiéviste et l’ordinateur - Histoire médiévale, informatique et nouvelles technologies : revue imprimée paraissant du printemps 1979 au printemps 2003 (numéros 1 à 43,  (ISSN 0223-3843)), en ligne du printemps 1990 à novembre 2006[9] (numéros 21 à 45,  (ISSN 1773-0317))[10].

## Mouvement médiéviste
Le terme de médiéviste est également revendiqué par un certain nombre de groupes réunissant des passionnés du Moyen Âge, qui, sans être historiens, souhaitent reconstituer l'atmosphère de cette époque. Reconstitution de batailles, spectacles de combat, travail du cuir ou des métaux, danses, chants, musique ou calligraphie font partie des multiples activités exercées par les médiévistes,.

## Podcasting
L'émergence du format du podcast/ballado a permis la production et la diffusion de  Passion Médiévistes depuis 2017,. Tenu en premier temps sous rythme mensuel, ce podcast indépendant conduit à mettre en format entre 15 et 45 minutes, des échanges avec un spécialiste de la période, en particulier avec de jeunes chercheurs universitaires,, le tout dans une volonté éditoriale de vulgarisation de leurs travaux.